# Okręg Kulm
Okręg Kulm (niem. Bezirk Kulm) – okręg w Szwajcarii, w kantonie Argowia, o pow. 97,27 km², zamieszkały przez 44 342 osoby. Siedzibą okręgu jest gmina Unterkulm. 

## Podział administracyjny
W skład okręgu wchodzi 16 gmin (Einwohnergemeinde):
1. Beinwil am See
2. Birrwil
3. Dürrenäsch
4. Gontenschwil
5. Holziken
6. Leimbach
7. Leutwil
8. Menziken
9. Oberkulm
10. Reinach
11. Schlossrued
12. Schmiedrued
13. Schöftland
14. Teufenthal
15. Unterkulm
16. Zetzwil

## Zmiany administracyjne
- 1 stycznia 2023
  - przyłączenie gminy Burg do gminy Menziken